# ظرف بريدي

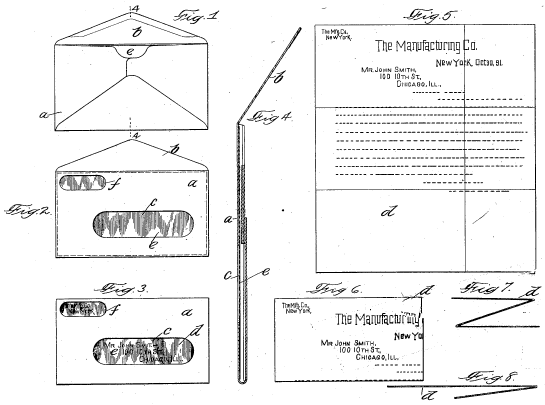
توضيح شكل وأنواع ورقة المظروف

الظرف هو أداة تغليف وحفظ للرسائل والبطاقات البريدية. يصنع غالبًا من مادة رقيقة كالورق. تصنع الظروف التقليدية من أوراق مقطوعة على واحد من ثلاثة أشكال: المعين، أو علامة زائد، أو شكل طائرة ورقية. وتطوى هذه الأشكال من الأطراف حول مساحة مستطيلة في المنتصف. وبالتالي يتكون المستطيل الأمامي للظرف يتكون من أربعة طيات ورقية.

## لمحة عامة
يُشار إلى تسلسل الطي بحيث يكون آخر طرف مغلق على جانب قصير في صناعة الأظرف التجارية باسم الجيب - وهو شكل يستخدم كثيرًا في تعبئة كميات صغيرة من البذور. على الرغم من أنه من حيث المبدأ يمكن تثبيت الأطراف في مكانها عن طريق تثبيت الطرف العلوي عند نقطة واحدة (على سبيل المثال بختم شمعي)، إلا أنه تلصق معاً عند التداخلات. وتُستخدم عادةً لإرفاق وإرسال البريد (الرسائل) من خلال نظام بريدي مدفوع الثمن مسبقاً.
تحتوي الأظرف ذات النوافذ على ثقب في الجانب الأمامي يسمح برؤية الورق الموجود بداخلها. وهي مرتبة بشكل عام بحيث يكون عنوان الاستلام المطبوع على الرسالة مرئيًا، مما يوفر تكرار العنوان على الظرف نفسه.
عادةً ما تكون النافذة مغطاة بغشاء شفاف لحماية الورق الموجود بداخلها، كما صممه لأول مرة أميريكوس ف. كالاهانين في عام 1901 وحصل على براءة اختراع في العام التالي.
في بعض الحالات، أدى النقص في المواد أو الحاجة إلى الإقتصاد والتوفير في بعض الحالات إلى ظهور مظاريف لا تحتوي على غطاء شفاف يغطي النافذة.
تضمنت إحدى العمليات المبتكرة، التي اخترعت في أوروبا حوالي عام 1905، استخدام الزيت الساخن لتشبع منطقة المظروف التي سيظهر فيها العنوان. أصبحت المنطقة المعالجة شفافة بما يكفي لجعل العنوان قابلاً للقراءة. اعتبارًا من عام 2009، لا يوجد معيار دولي للمغلفات ذات النوافذ، ولكن بعض البلدان، بما في ذلك ألمانيا والمملكة المتحدة، لديها معايير وطنية خاصة.
ترتبط الرسالة الجوية المظروفة بورقة الرسائل، فكلاهما مصمم للكتابة من الداخل لتقليل الوزن. أي ظرف مصنوع يدويًا هو فعليًا ورقة رسائل لأنه قبل مرحلة الطي يتيح الفرصة لكتابة رسالة على تلك المنطقة من الورقة التي تصبح بعد الطي داخل وجه الظرف. ولتأمين المستندات، يمكن ختم ورقة الرسائل بالشمع. ومن الأشكال الآمنة الأخرى لورقة الخطابات هي الرسالة المقفلة، والتي تشكل عن طريق قص الورقة وطيها بطريقة متقنة تمنع فتح الرسالة دون إحداث ضرر واضح للرسالة المغلف.

## صور

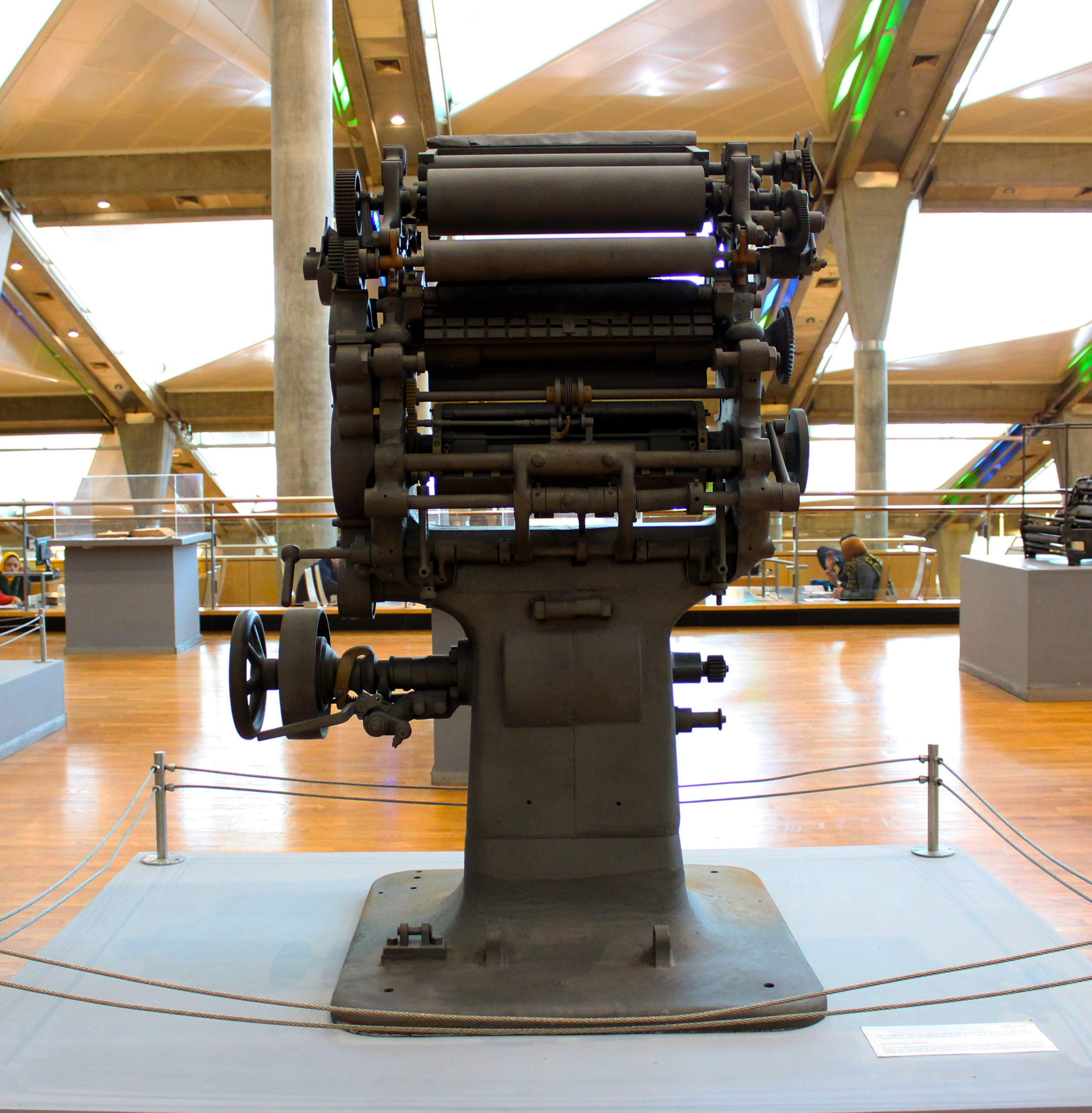
ماكينة طبع الظروف، وهي من الآلات التي تم استحداثها بمطبعة بولاق في عهد الخديوي إسماعيل